# Beyoğluspor
Beyoğluspor is een sportclub opgericht in 1923 te Beyoğlu, een district van de provincie Istanboel, Turkije. De clubkleuren zijn geel en zwart, en de thuisbasis van de club is het Eyüp Stadion. Dit stadion wordt ook gebruikt door Feriköy SK en Eyüpspor. Beyoğluspor heeft twee seizoenen in de Süper Lig gevoetbald.
Op zaterdag 9 september 1939 om 21.00 uur werd er in Istanbul voor het eerst in de historie van het Turkse voetbal een avondwedstrijd gespeeld. In het Taksim Stadion trad Beyoğluspor aan tegen Fenerbahçe SK. Het speelveld werd verlicht met ontelbare gloeilampen, die het zicht van het publiek niet veel verbeterden. De bal werd meerdere malen tijdens de wedstrijd wit gekalkt, zodat deze beter zichtbaar werd. Vele mensen op de tribunes konden de zes doelpunten van de ontmoeting niet eens zien. De komische wedstrijd eindigde in een 4-2-overwinning van Fenerbahçe en er werd besloten om voor een lange tijd geen avondwedstrijden meer te spelen.
Sinds 1964 speelt Beyoğluspor niet meer in de hoogste Turkse voetbaldivisie en sinds 1987 speelt de club geen betaald voetbal meer.